# Tenuipalpus pedrus
Tenuipalpus pedrus är en spindeldjursart som först beskrevs av David C.M. Manson 1963.  Tenuipalpus pedrus ingår i släktet Tenuipalpus och familjen Tenuipalpidae. Inga underarter finns listade i Catalogue of Life.